# Bandera de Durazno
La bandera de Durazno mostra divuit estrelles grogues de sis puntes en un cercle al centre d'una gran estrella groga de dotze puntes i dues línies de color blau clar, totes en un fons blau fosc. La gran estrella és un llum, que simbolitza la llum, l'energia i l'esperança d'un futur millor.
L'estrella més gran representa el departament de Durazno, mentre que les divuit estrelles més petites representen els diferents departaments de l'Uruguai. L'estrella gran entre les estrelles més petites simbolitza la centralitat de Durazno a l'Uruguai. Les dues línies de color blau clar representen el Yi i el Río Negro, dos rius que formen els límits naturals de Durazno.
La bandera va ser dissenyada per Andrés Martínez Bruno i va ser aprovada el 12 d'octubre del 2000, 179 anys després de la fundació de la ciutat de Durazno, capital del departament.